# Edmund Beloin
Edmund Beloin (* 1. April 1910 in Stratford, Connecticut; † 26. Mai 1992 in Pompano Beach, Florida) war ein US-amerikanischer Drehbuchautor.

## Leben
Edmund Beloin studierte Medizin an der New York University und der Columbia University. Während seines Studiums schrieb er bereits Kurzgeschichten und wurde später Literaturkritiker. Von 1936 bis 1943 schrieb er Witze für die Jack Benny radio show. Als Jack Benny 1940 in den beiden Filmkomödien Buck Benny Rides Again und Love Thy Neighbor mitspielte, wurde Beloin auch Drehbuchautor. Er blieb beim Film und war für Drehbücher zu Filmen wie Ritter Hank, der Schrecken der Tafelrunde, Alles in einer Nacht und Die Hafenkneipe von Tahiti verantwortlich.

## Filmografie (Auswahl)
- 1940: Buck Benny Rides Again
- 1940: Love Thy Neighbor
- 1945: Die Dame im Zug (Lady on a Train)
- 1946: Ich sing’ mich in dein Herz hinein (Because of Him)
- 1946: The Harvey Girls
- 1947: Der Weg nach Rio (Road to Rio)
- 1947: Detektiv mit kleinen Fehlern (My Favorite Brunette)
- 1949: Der große Liebhaber (The Great Lover)
- 1949: Diebstahl in Irland (Top o' the Morning)
- 1949: Ritter Hank, der Schrecken der Tafelrunde (A Connecticut Yankee in King Arthur's Court)
- 1951: Spione, Liebe und die Feuerwehr (My Favorite Spy)
- 1957: Der Regimentstrottel (The Sad Sack)
- 1958: Falsches Geld und echte Kurven (Paris Holiday)
- 1959: Keiner verlässt das Schiff! (Don't Give Up the Ship)
- 1960: Besuch auf einem kleinen Planeten (Visit to a Small Planet)
- 1960: Café Europa (G.I. Blues)
- 1961: Alles in einer Nacht (All in a Night's Work)
- 1963: Die Hafenkneipe von Tahiti (Donovan's Reef)